# Neonicotinoide
Os neonicotinóides são uma classe de alguns insecticidas derivados da nicotina. A primeira vez que foi demonstrada a capacidade insecticida destes compostos foi em 1972, sendo a base deste estudo um derivado heterocíclico do nitrometileno. Este trabalho resultou na descoberta da nitiazina, composto que nunca foi comercializado como insecticida mas que serviu de composto líder para a síntese de todos os neonicotinóides.
O uso de alguns membros da família dos neonicotinóides foi proibido na Comunidade Européia e outros países, após estudos evidenciarem correlações com o desaparecimento de colônias de abelhas. Em Janeiro de 2013, a EFSA (European Food Safety Authority) estabeleceu que neonicotinódes possuem um risco inaceitavelmente alto para as abelhas e que a indústria financiou agências regulatórias para que divulgassem apelos de segurança em prol de seus produtos. Estudos de um grupo de Harvard (publicados na revista Bulletin of Insectology 67 (1): 125-130, 2014) ratificou tais relações entre os venenos inseticidas e o desaparecimento de colônias de abelhas no inverno. Outro estudo de um grupo italiano (na Proceedings of the National Academy of Sciences of the United States of America
em Outubro de 2013) já havia demonstrado que os neonicotinóides desregula o sistema imune das abelhas tornando-as susceptíveis a infecções de vírus contra os quais elas eram resistentes antes do contato com os venenos.
Em 1990, foi introduzido na Europa e no Japão o primeiro composto desta classe, a imidacloprida, sendo apenas comercializado nos EUA em 1992. Actualmente existem já duas gerações de neonicotinoides que se distinguem entre si pelo facto dos de 1ª geração possuírem um grupo cloropiridinil (CP) heterocíclico enquanto que os de 2ª possuem um clorotiazolidil (CT) heterocíclico. 
Em março de 2013, a American Bird Conservancy publicou uma revisão de 200 estudos sobre os neonicotinoides, incluindo a pesquisa da indústria obtida através do Freedom of Information Act, pedindo uma proibição do uso de neonicotinoides para tratamento de sementes devido à sua toxicidade para as aves, invertebrados aquáticos, e outros animais selvagens. Também em março de 2013, a Agência de Proteção Ambiental dos Estados Unidos foi processada por uma coalizão de defensores de apicultores, conservacionistas e agricultores sustentáveis que acusou a agência de realizar as avaliações inadequadas de toxicidade e permitindo que os registros de pesticidas se baseiem em insuficientes estudos da indústria.

## Danos ambientais
A partir de 2004 os neonicotinoides se tornaram suspeitos de causarem a mortandade de abelhas na França, em razão do chamado distúrbio do colapso das colônias, e lá os agrotóxicos à base da imidacloriprida foram proibidos. Em maio de 2008 a suspeita da alta toxidade dessa classe de inseticidas para abelhas foi confirmada após uma grande mortandade de abelhas registradas no Sul da Alemanha. Como efeito, o produto foi suspenso imediatamente para aplicação em lavouras de milho do país. Quatro meses depois a Itália, através de decreto do Ministério da Saúde , suspendeu o uso dos inseticidas feitos a partir da Clotianidina, Tiametoxam e Imidaclopride para as culturas de milho, colza e girassol. A medida também se deve a ações de apicultores que tiveram suas colmeias devastadas após a aplicação dos agrotóxicos em áreas próximas.

## Mecanismo de acção
Os neonicotinoides actuam como agonistas dos receptores nicotínicos dos insectos ao nível do receptor alfa4beta2.

## Principais aplicações
Usados na prevenção, controle e tratamento de pestes a nível veterinário e ambiental.

## Principais representantes
- Imidaclopride: 1ª geração
- Acetamiprida: 1ª geração
- Nitempiram: 1ª geração
- Tiametoxam: 2ª geração
- Clotianidina: 2ª geração
- Dinotefurano: 2ª geração
- Tiaclopride: 2ª geração

## Segurança
A aparente segurança destes compostos deve-se, em grande parte, à sua grande selectividade para actuar nos receptores nicotínicos dos insectos, comparativamente com os dos vertebrados e por este motivo apresentam menos efeitos secundários que outras classes de insecticidas.

## Características gerais
- Razoavelmente solúveis em água;mais nem tanto;

'texto em negritoTexto a negrito'
- Não ionizados;
- Não hidrolizáveis a pH fisiológico;
- Biodegradáveis;
- Largo espectro de acção;
- Pequenas quantidades necessárias para exercer a acção;
- Grande selectividade para os insectos;
- Valores baixos de logaritmo de P, o que faz deles compostos com uma capacidade de actuação sistémica praticamente inigualável.

## Toxicidade
Estes compostos normalmente são muito pouco tóxicos devido à sua grande selectividade para os receptores nicotínicos dos insectos, mas mesmo assim apresentam alguns problemas para outros seres vivos: o tiaclopride e tiametoxam são potenciais carcinogénios humanos; a acetamiprida, o imidaclopride e o tiaclopride são os mais tóxicos para as aves, enquanto que o tiaclopride é o mais tóxico para os peixes; muitos neonicotinoides são tóxicos para as abelhas.
A toxicidade dos neonicotinoides para os mamíferos é devida a uma acção a nível central destes compostos, dado que, os sintomas, quando existe envenenamento, são semelhantes aos provocados pela nicotina. A toxicidade deve-se a uma acção de agonismo e afinidade de ligação entre os neonicotinoides e os receptores da acetilcolina dos vertebrados (alfa4beta2 nAChR), sendo o cérebro o primeiro alvo.
Em ratos, baixos níveis de neonicotinoides activam a cascata da proteína cínase via receptor da acetilcolina e provocam mobilização de cálcio, levando à atenuação das funções neuronais.
A exposição crónica aos insecticidas neonicotinoides ou às iminas N-não substituídas, tal como a nicotina, regulam positivamente os receptores alfa4beta2 nAChR não alterando a sensibilidade do local de ligação.

## O que fazer em caso de envenenamento por neonicotinoides?
Não há antídotos específicos para envenenamento por neonicotinoides em mamíferos e como tal o tratamento sintomático é o único recomendado para casos de envenenamento.

## Potencialidades desconhecidas
A nicotina e outros neonicotinoides são candidatos a agentes terapêuticos como analgésicos e para o tratamento de doenças neurodegenerativas.

## Perspectivas futuras
O futuro a longo prazo dos neonicotinoides irá depender da evidência continuada de segurança para humanos e para o ambiente dos compostos actuais, incluindo baixa toxicidade para predadores, parasitas, e polinizadores.